# Prabhakar Balwant Vaidya
Prabhakar Balwant Vaidya foi um político indiano que fez parte do Partido Comunista da Índia. Ele tornou-se Secretário do Comité Provincial da Cidade de Bombaim do PCI em 1955. Ele foi membro do Conselho Legislativo de Maharashtra na década de 1960, parte do caucus Samyukta Maharashtra Samiti.